# Ejtan Kabel
Ejtan Kabel, hebrejsky איתן כבל‎ (narozen 23. srpna 1959 Roš ha-Ajin), je izraelský politik a od roku 1996 poslanec Knesetu za Stranu práce.

## Biografie
Sloužil v izraelské armádě, kde dosáhl hodnosti Sergeant Major. Žije v Roš ha-Ajin, je ženatý, má tři děti. Hovoří hebrejsky a anglicky. Studuje bakalářský cyklus na Hebrejské univerzitě.

## Politická dráha
V minulosti byl poradcem ministra zemědělství Avrahama Kace-Oze a politiků Šimona Perese nebo Benjamina Ben Eliezera. Působil jako předseda studentského svazu na Hebrejské univerzitě a generální tajemník Strany práce.
Do Knesetu nastoupil už po volbách roku 1996, ve kterých kandidoval za Stranu práce. Do parlamentu usedl ale až jako náhradník v říjnu 1996. Ve funkčním období 1996–1999 působil v parlamentním vyšetřovacím výboru v případu zřícení mostu přes řeku Jarkon během makabiády v roce 1997, ve výboru pro vnitřní záležitosti a životní prostředí a ve výboru státní kontroly. V následujícím volebním období po volbách roku 1999 usedl opět v Knesetu až jako náhradník, a to v březnu 2001. Po zbytek funkčního období byl předsedou podvýboru pro akciový trh, členem výboru finančního a výboru pro ekonomické záležitosti.
Ve volbách roku 2003 byl zvolen do Knesetu, kde pak v letech 2003–2006 pracoval jako člen výboru petičního, výboru pro vzdělávání, kulturu a sport, výboru pro ekonomické záležitosti (tomu i předsedal), výboru pro ústavu, právo a spravedlnost, výboru pro státní kontrolu a výboru pro televizi a rozhlas. Mandát obhájil i ve volbách roku 2006. Ve funkčním období 2006–2009 zastával post člena výboru House Committee a výboru pro zahraniční záležitosti a obranu. Za Stranu práce byl zvolen do Knesetu i ve volbách roku 2009. Od roku 2009 je členem výboru pro zahraniční záležitosti a obranu, výboru pro vnitřní záležitosti a životní prostředí, výboru pro ústavu, právo a spravedlnost, výboru pro vědu a technologie a výboru House Committee.
Kromě parlamentních postů byl v letech 2006–2007 členem vlády Ehuda Olmerta jako ministr bez portfeje. Ve volbách v roce 2013 svůj poslanecký mandát obhájil. Mandát obhájil rovněž ve volbách v roce 2015, nyní za Sionistický tábor (aliance Strany práce a ha-Tnu'a).